# Вулиця Анни Ахматової (Київ)
Ву́лиця А́нни Ахма́тової — вулиця в Дарницькому районі міста Києва, житловий масив Позняки. Пролягає від вулиці Ревуцького (як продовження Тростянецької вулиці) до Дніпровської набережної.
Прилучаються вулиці Драгоманова, Урлівська та проспект Петра Григоренка.

## Історія
Вулиця виникла в 1989 році під назвою 2-га Тростяне́цька під час будівництва житлового масиву Позняки, на місці колишнього однойменного селища. До 1989 року на місці сучасної вулиці Анни Ахматової частково пролягали вулиця та провулок Фонвізіна, вулиця Володимира Маковського.
З 1990 року вулиця носить ім'я російської поетеси українського походження Анни Ахматової.
У 1989–1990 роках назву вулиця Ганни Ахматової, вулиця Анни Ахматової мала нинішня вулиця Олександра Кошиця.
На початку 2024 (січень-лютий), в додатку Київ Цифровий існувала петиція з метою перейменування вулиці Анни Ахматової на вулицю Володимира Полякова - лейтенанта, що загинув у Донецькій області виконуючи бойове завдання. Петиція отримала близько 1200 підписів з 6000 потрібних та викликала резонанс у суспільстві, оскільки жителі Позняків та вулиці Анни Ахматової були невдоволені такою ідеєю.

## Установи та заклади
Освітні установи:
- № 2-Б — Заклад дошкільної освіти №201
- № 5 — Київська дитяча школа мистецтв № 4
- № 5-Б — дитячий навчальний заклад № 809
- №11-А Заклад дошкільної освіти №160 "Позняки"
- № 14-В — Заклад дошкільної освіти Монтессорі-сад
- № 16-Б — World School Campus A
- № 48 — Початкова школа Ай Діти School

Комунальні підприємства:
- № 7/15 — Київська державна нотаріальна контора № 22
- № 2-А — ЖЕД № 201 Дарницького району

Парки та сквери: 
- Сквер на А. Ахматової, 43

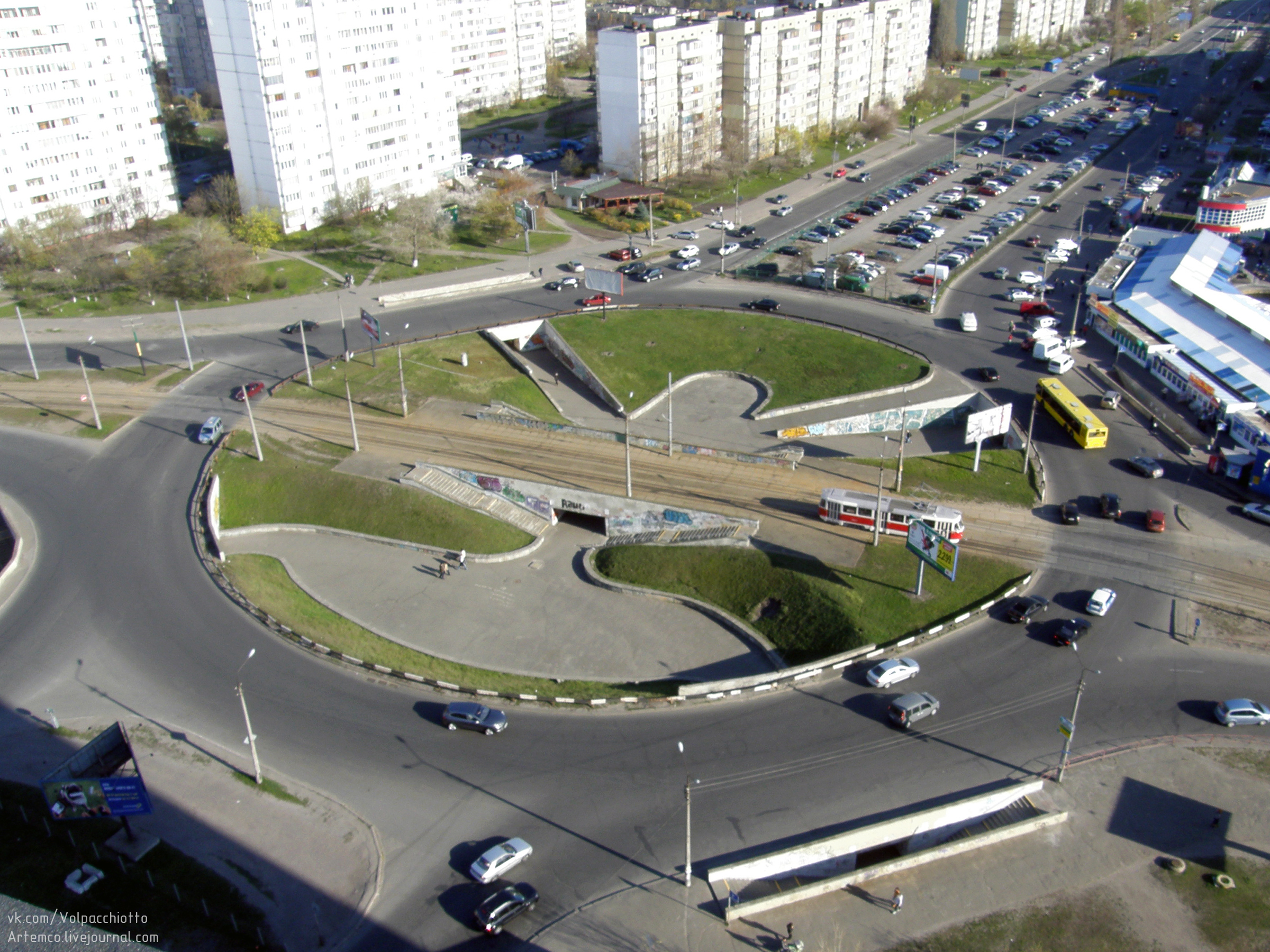
круг на початку вулиці на розі з вулицями Ревуцького і Тростянецькою
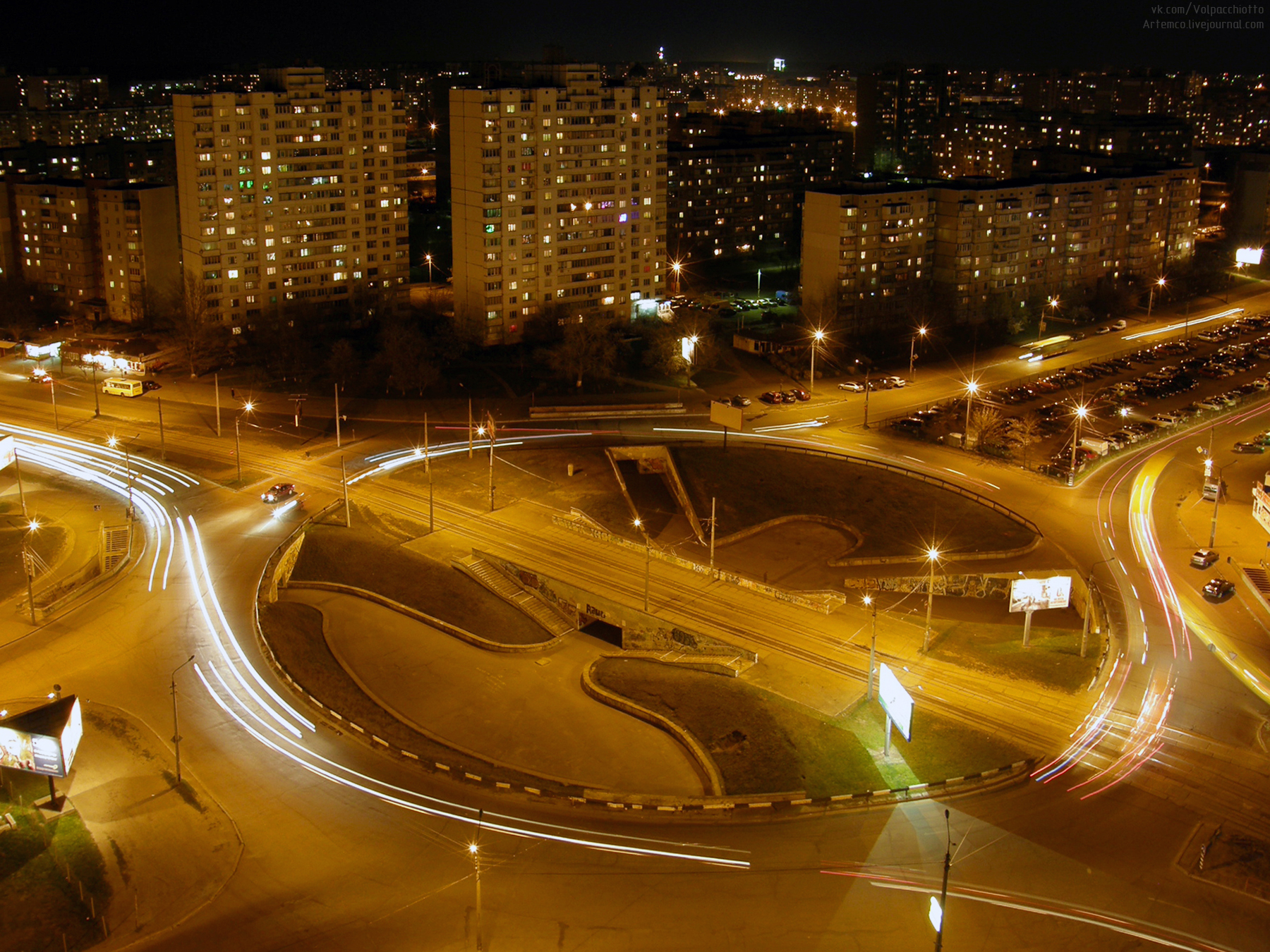
круг на початку вулиці на розі з вулицями Ревуцького і Тростянецькою